# Прокофьев, Андрей Никитич
Андрей Никитич Прокофьев (1886 — 19 октября 1949, Москва)— советский инженер, руководитель строительства.

## Биография
Родился в семье рабочего.
С 1899 года работал токарем на заводах Москвы и Санкт-Петербурга. За участие в революционном рабочем движении находился под арестом в 1907—1909 годах. Во время Первой Мировой войны был призван в действующую армию и отправлен на фронт.
В феврале 1917 года вступил в РСДРП(б). Находясь в рядах Красной гвардии принимал активное участие в боях в Гатчине и Петрограде.
С декабря (не позднее) 1918 по 1926 год в органах ВЧК. В декабре 1918 года секретарь Родниковского Черезвычайкома, участвовал в реквизиции библиотеки бывшего депутата III-й Государственной Думы П. И. Суркова, вышедшего из партии большевиков. Ездил в Москву к Ленину, чтобы объяснить действия Черезвычайкома. Вскоре после этого переведён в Иваново, затем в Москву. Награждён значком «Почетный чекист».
В 1926—1929 годах управляющий строительно-монтажного треста «Строитель» (Москва). Под его руководством осуществлено строительство завода им. Сталина (ЗИЛ), заводов «Фрезер», «Калибр», «Борец», станкозавода, велозавода, комбината газеты «Правды», здания «Наркомзема».
В 1932 году назначен заместителем председателя Строительного управления Моссовета.
В 1933 году руководил строительством Московского автозавода им. И. В. Сталина.
В 1937 году возглавил Управление строительством Дворца Советов при СНК СССР.
С июня по октябрь 1941 года руководитель 6 и 7 Управлений Полевого Строительства (г. Вязьма).
С октября 1941 по июль 1943 года – начальник Управления строительства Уральского алюминиевого завода и Красногорской ТЭЦ (особой строительно-монтажной части «Уралалюминстрой») в городе Каменск-Уральский.
С 1943 года начальник Главвоенпромстроя при СНК СССР.
В 1946 году назначается начальником строительства военных и военно-морских предприятий.
С марта 1949 года заместитель министра строительства предприятий машиностроения.

## Литературный образ
А. Н. Прокофьев стал прототипом Ивана Прокофьевича Ивашова — героя повестей Анатолия Алексина «Ивашов» (1980) и «Запомни его лицо…» (1985) (трилогия «В тылу как в тылу»).

## Награды
- 4 ордена Ленина (в т.ч 10/02/1944[10] и 15.08.1946)
- орден Трудового Красного Знамени (25.07.1942)[11]
- медали